# مكافحة الإغراق الكوري على واردات الورق الإندونيسي
مكافحة الإغراق الكوري على واردات الورق الإندونيسي هو نزاع تجاري بين إندونيسيا وكوريا الجنوبية وقع في 7 أبريل 2010، وقد أُحيل إلى منظمة التجارة العالمية بشأن واردات الورق الإندونيسية. اتهمت كوريا الجنوبية إندونيسيا «بإغراق» (سعر أقل من التكلفة) على تصدير الورق، وأجبرت السلطات الكورية بعض منتجي الورق الإندونيسيين على دفع رسوم أعلى. في 4 يونيو 2004 طلبت إندونيسيا من كوريا الجنوبية إجراء مشاورات ثنائية. فشلت المشاورات الثنائية في 7 يوليو 2004 في التوصل إلى اتفاق.

## تاريخ النزاع

### التشاور
في 4 يونيو 2004 تقدمت إندونيسيا بمشاورات مع كوريا الجنوبية بشأن فرض رسوم نهائية على مكافحة الإغراق التي فرضتها كوريا الجنوبية على استيراد ورق المعلومات التجارية والورق المطبوع غير متعدد الطبقات والتحقيق في بعض الجوانب المتعلقة بفرض رسوم الاستيراد هذه. في 16 أغسطس 2004 طلبت إندونيسيا تشكيل لجنة للتحقيق في مجريات النزاع. وفي اجتماع 31 أغسطس 2004 أوقف مجلس فض المنازعات تشكيل اللجنة.

### مجلس تسوية المنازعات
بناء على الطلب الثاني لتشكيل لجنة من قبل إندونيسيا، شكل مجلس تسوية المنازعات هيئة مقررة في الاجتماع الذي حصل في 27 سبتمبر 2004. وأصبحت كندا وجمهورية الصين الشعبية والاتحاد الأوروبي واليابان والولايات المتحدة أطرافًا ثالثة في هذا النزاع. في 18 أكتوبر 2004 طلبت إندونيسيا من المدير العام ترتيب عقد اللجنة. في 25 أكتوبر 2004 شكل المدير العام اللجنة. في 28 أكتوبر 2005 تم بث تقرير الفريق للأعضاء المجتمع مع النتائج التالية:
- وجد الفريق أن لجنة التجارة الكورية تصرفت بشكل غير متسق مع أحكام مكافحة الإغراق في تحديد حدود الإغراق لشركة إندونيسية.
- خلص الفريق إلى أن لجنة التجارة الكورية لم تتصرف على نحو متسق مع أحكام المعاهدة ذات الصلة، رافضة بيانات المبيعات المحلية المقدمة من الشركتين الإندونيسيتين المصدرتان للورق.
- قام الفريق باستقصاء د قضائي على أساس المطالبات التبعية التي أثارتها إندونيسيا ولم يتعامل مع المطالبات الأخرى التي قدمتها إندونيسيا.

قدرت اللجنة أن كوريا الجنوبية ارتكبت خطأ في إثبات وجود ممارسات إغراق للمنتجات الورقية الإندونيسية. في اجتماع 28 نوفمبر 2005 تبنى مجلس فض النزاعات تقرير الفريق. وبالتالي فإن دعوى إندونيسيا ضد كوريا الجنوبية بشأن نزاع مكافحة الإغراق منحت من قبل منظمة التجارة العالمية.

### اعتمد التقرير
في اجتماع لمجلس تسوية المنازعات في 20 ديسمبر 2005 صرحت كوريا أنها بحاجة إلى فترة زمنية معقولة لتنفيذ توصيات وكالة حل النزاعات وهي على استعداد للتشاور مع إندونيسيا. في 10 فبراير 2006 أبلغ الطرفان وكالة تسوية المنازعات أنهم اتفقوا على تحديد فترة زمنية معقولة لتنفيذ التوصية تكون ثمانية أشهر تنتهي في 28 يوليو 2006.